# Vredesmonument (Doesburg)

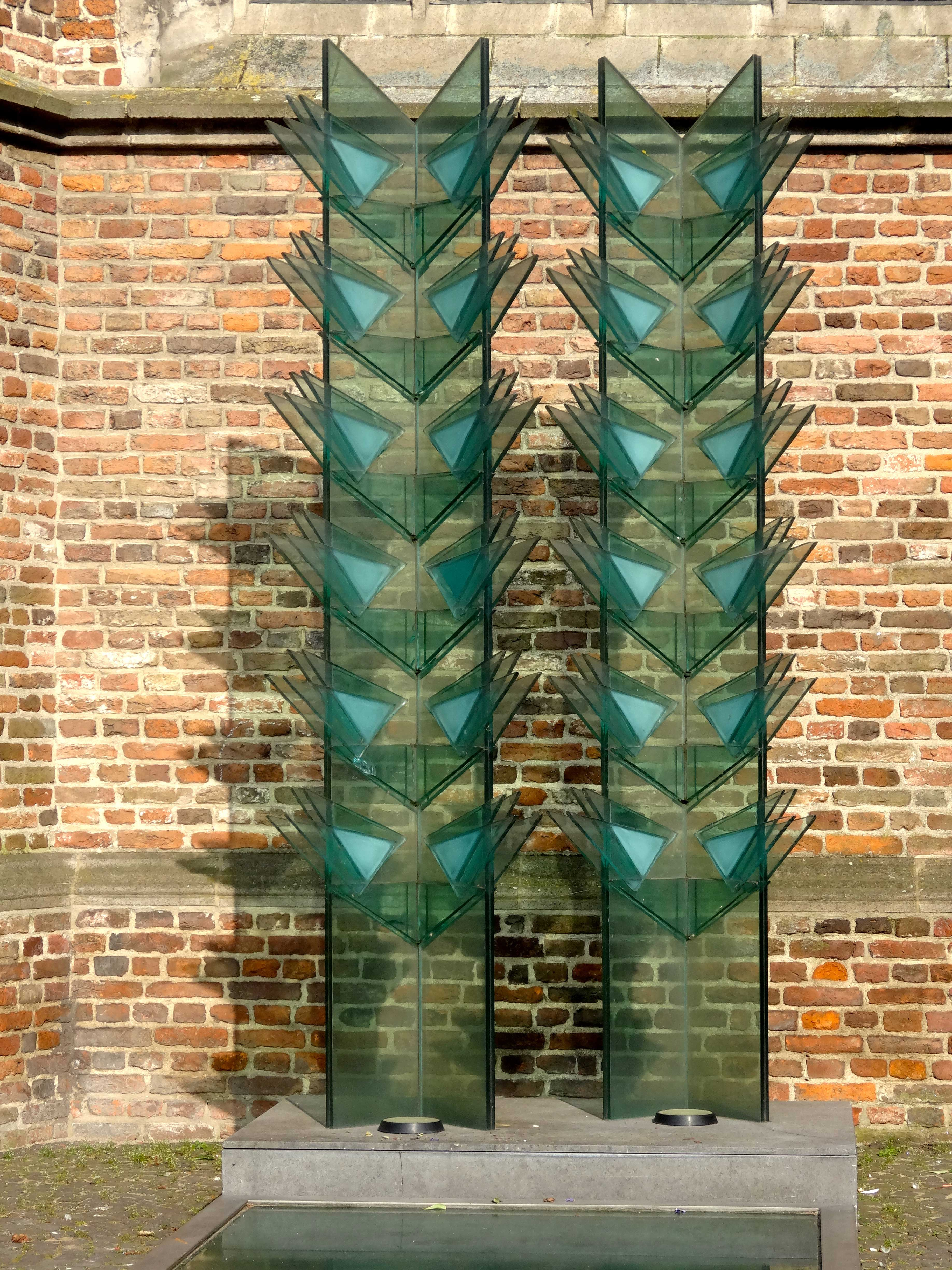
Het vredesmonument

Het vredesmonument in de Nederlandse stad Doesburg is een naamloos monument ter nagedachtenis aan alle Doesburgse slachtoffers van de Tweede Wereldoorlog.

## Geschiedenis
Het vredesmonument is ontworpen door de Nederlandse schrijver en kunstenaar Jan Wolkers. Op 15 april 1993 werd het monument onthuld door de toenmalige Commissaris van de Koningin in Gelderland, dr. J.C. Terlouw. 
Op 15 april 1945, één dag voor de bevrijding van Doesburg, bliezen de terugtrekkende Duitsers de 97 meter hoge Martinitoren op, opdat de geallieerden deze niet als uitkijkpunt zouden gebruiken. Daarbij raakte de 16de-eeuwse klok in de toren ernstig beschadigd. Het monument is geplaatst om de inwoners van Doesburg te herinneren aan de gebeurtenissen tijdens de Tweede Wereldoorlog. De jaarlijkse herdenkingsceremonie op 4 mei in Doesburg wordt gehouden op het plein voor het monument.

## Ontwerp
Het monument is ontworpen door Jan Wolkers.  Deze schrijver en kunstenaar staat bekend als de ontwerper van meer monumenten, zoals het watersnoodmonument in Kruiningen en het Auschwitz-monument op de dijk bij Ceres op Texel.
Zuil
Bijna het gehele monument is gemaakt van glas. Het bestaat uit twee glazen zuilen. Op beide zuilen zijn zesmaal een aantal glazen driehoeken aangebracht die samen de vorm van de uitgespreide vleugels van een vogel hebben.
Sarcofaag en klok
Voor de twee glazen zuilen zit een gat in de grond, die afgedekt in met een glasplaat. In deze “sarcofaag” ligt de originele, 16de-eeuwse klok,  die tijdens het opblazen van de toren naar beneden kwam. Op de glasplaat die de sarcofaag afdekt staat de tekst:
‘‘Toen de klok zweeg verschenen de vogels van de vrijheid’’

## Symboliek
In het monument zit op meerdere plekken symboliek verweven. Het grootste deel van monument bestaat uit glas en is daarom breekbaar. De kwetsbaarheid van het monument verwijst naar de kwetsbaarheid van de vrede als deze niet onderhouden wordt. Daarnaast zijn er de vogels, de driehoeken die op de zuilen geplakt zijn. De vogel zelf staat voor de vrijheid,  maar de vogels op de zuilen verwijzen naar de Spitfires en Hurricanes, de vliegtuigen van de geallieerden die Doesburg op 16 april 1945 bevrijdden.  De klok is ook symboliek. Deze klok staat symbool voor Doesburg en haar bevolking. De beschadigde delen zijn door de glasplaat goed zichtbaar en zij ligt met de onderkant naar boven in het gat, wat laat zien dat de oorlog een gapend gat en beschadigingen heeft achtergelaten in Doesburg.  Deze beschadigingen zijn door de glasplaat nog altijd te zien, ook al zijn deze dingen niet meer “aan te raken” (de oorlog is voorbij). Ook doet de klok mensen herinneren aan het opblazen van de klok door de Duitsers. Het monument zelf is geplaatst naast de kerk. Dit zodat mensen zich zullen inbeelden hoe de ravage na het opblazen van de kerktoren eruit moet hebben gezien. De tekst op de glazen plaats verwijst naar het moment dat de toren opgeblazen is. De dag voor de bevrijding van Doesburg is de toren opgeblazen. Toen de klok naar beneden kwam en dus zweeg, verschenen de geallieerde vliegtuigen, de vogels van de vrijheid.